# Krata ogrodowa

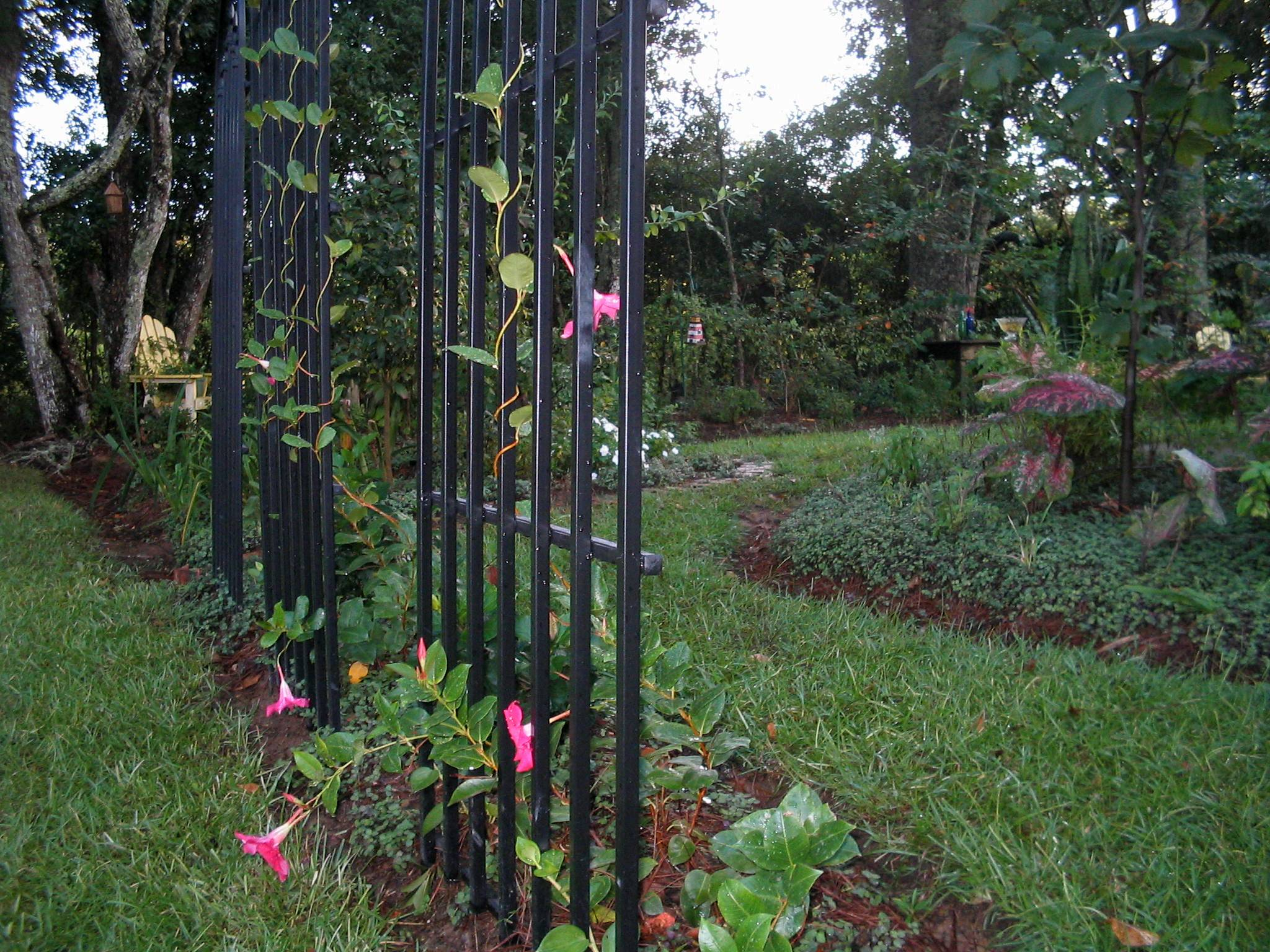
Prosta krata ogrodowa, służąca jako oparcie dla pnącza

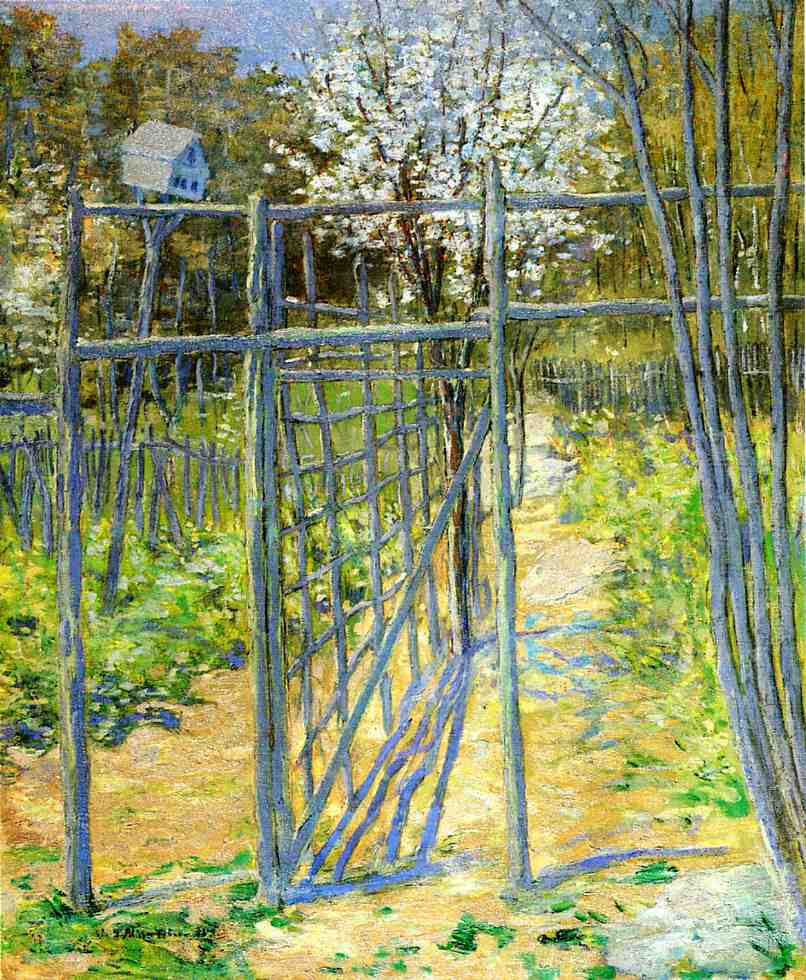
Prosty trejaż zbudowany z surowych belek połączonych z kratą ogrodową.

Krata ogrodowa, zwana także potocznie kratownicą (ogrodową) – jedna z najprostszych budowli ogrodowych składająca się z ramy i wypełniających je skratowanych podłużnych elementów. Krata ogrodowa może być konstrukcją samonośną, stanowić element pergoli, trejażu, kwietnika, być elementem konstrukcji albo przylegać do ściany domu lub altany.
Konstrukcja ta służy do podtrzymywania roślin, najczęściej pnących. Budowla ma zwykle lekką konstrukcję drewnianą lub metalową.